# قرار مجلس الأمن التابع للأمم المتحدة رقم 322
قرار مجلس الأمن التابع للأمم المتحدة رقم 322، الصادر بالإجماع في 22 نوفمبر 1972، بعد إعادة تأكيد القرارات السابقة والنظر في اعتراف منظمة الوحدة الأفريقية بالحركات الثورية في أنغولا وغينيا بيساو والرأس الأخضر وموزمبيق، دعا المجلس حكومة البرتغال لوقف عملياتها العسكرية وجميع أعمال القمع ضد شعوب تلك الأراضي. ودعا القرار البرتغال إلى الدخول في مفاوضات مع الأطراف المعنية للتوصل إلى حل للمواجهات المسلحة والسماح لشعوب تلك الأقاليم بممارسة حقها في تقرير المصير، وطلب من الأمين العام متابعة التطورات وتقديم تقرير دوري إلى المجلس.